# پنجاهمین دوره جوایز هنری بکسانگ
مراسم پنجاهمین دوره جوایز هنری بکسانگ (انگلیسی: 50th Baeksang Arts Awards; کره‌ای: 50th Baeksang Arts Awards)، در ۲۷ مه ۲۰۱۴ در سالن گرند پیس، دانشگاه کیونگ هی، سئول از ساعت ۱۸:۲۰ (کی‌اس‌تی) برگزار شد. این مراسم به صورت زنده از جی‌تی‌بی‌سی پخش شد و میزبانان مراسم شین دونگ یوپ و کیم آه جونگ بودند.
نامزدها در ۲۷ آوریل ۲۰۱۴ توسط وبگاه رسمی اعلام شدند.

## برندگان و نامزدها
- برندگان در ابتدای فهرست و به صورت پررنگ مشخص شده‌اند.[۳]
  - نامزدها[۴][۵][منبع نامعتبر؟]

### فیلم
| جایزه بزرگ | |
| - سونگ کانگ-هو (بازیگر) – وکیل مدافع | |
| بهترین فیلم | بهترین کارگردان |
| - وکیل مدافع - چهره‌خوان - امید - برف‌شکن - The Terror Live | - بونگ جون-هو – برف‌شکن - هونگ سانگ سو – سون‌هی ما - چو یی سوک، کیم بیونگ سو – چشمان سرد - کیم بیونگ وو – The Terror Live - لی جون ایک – امید                                                                                |
| بهترین کارگردان تازه‌کار | بهترین فیلم‌نامه |
| - یانگ وو سوک – وکیل مدافع - ها جونگ-وو – Fasten Your Seatbelt - هو جونگ – قایم‌موشک - لی جونگ پیل – Born to Sing - اوم ته هوا – Ingtoogi: The Battle of Internet Trolls                                                                                                  | - کیم جی هه، جو جونگ هون – امید - هو گونگ – قایم‌موشک - کیم بیونگ وو – The Terror Live - شین دونگ ایک، هونگ یون جونگ، دونگ هی سون – خانم مادربزرگ - یانگ وو سوک، یون هیون هو – وکیل مدافع                                   |
| بهترین بازیگر مرد | بهترین بازیگر زن |
| - سول کیونگ-گو – امید در نقش ایم دونگ هون - ها جونگ-وو – The Terror Live در نقش یون یونگ هوا - جونگ وو سونگ – چشمان سرد در نقش جیمز - سون هیون-جو – قایم‌موشک در نقش سونگ سو - سونگ کانگ-هو – وکیل مدافع در نقش سونگ وو سوک                                               | - شیم اون کیونگ – خانم مادربزرگ در نقش اوه دو ری - جون دو یون – Way Back Home در نقش سونگ جونگ یون - کیم هی-ئه – Thread of Lies در نقش هیون سوک - مون جونگ هی – قایم‌موشک در نقش جو هی - اوم جی وون – امید در نقش کیم می هی |
| بهترین بازیگر نقش مکمل مرد | بهترین بازیگر نقش مکمل زن |
| - لی جونگ جه – چهره‌خوان در نقش شاهزاده بزرگ سویانگ - جو سونگ ها – مظنون در نقش کی - کیم یی سونگ – چهره‌خوان در نقش هان میونگ هی - کواک دو وون – وکیل مدافع در نقش چا دونگ یون - لی گیونگ-یونگ – Venus Talk در نقش سونگ جه                                                 | - جین کیونگ – چشمان سرد در نقش سرپرست بخش لی - گو آه-سونگ – برف‌شکن در نقش یونا - کیم یونگ ئه – وکیل مدافع در نقش چوی سون ئه - را می ران – امید در نقش مادر یونگ سوک - یه جی-وون – سون‌هی ما در نقش جو هیون                  |
| بهترین بازیگر تازه‌کار مرد | بهترین بازیگر تازه‌کار زن |
| - کیم سو هیون – خیلی مخفیانه در نقش وون ریو هوان / بانگ دونگ گو - کیم وو-بین – دوست: میراث بزرگ در نقش چوی سونگ هون - لی جون (خواننده کره جنوبی) – بازی خشن در نقش اوه یونگ - یو جین گو – Hwayi: A Monster Boy در نقش هوا یی - ایم شی‌وان – وکیل مدافع در نقش پارک جین وو | - کیم هیانگ-گی – Thread of Lies در نقش چوی جی - لی جه هه – The Russian Novel در نقش جه هه - لی ره – امید در نقش ایم سو وون - پارک جی سو – مای راتیما در نقش مای راتیما - سون جو آه – پلوتو در نقش کانگ می را               |
| محبوب‌ترین بازیگر مرد | محبوب‌ترین بازیگر زن |
| - کیم سو هیون – خیلی مخفیانه در نقش وون ریو هوان / بانگ دونگ گو | - کوان یو ری – بدون تنفس در نقش جونگ اون |

### تلویزیون
| جایزه بزرگ | بهترین درام |
| - جون جی هیون (بازیگر) – تو از ستاره‌ها اومدی | - دکتر خوب (کی‌بی‌اس) - می‌توانم صدایت را بشنوم (اس‌بی‌اس) - تو از ستاره‌ها اومدی (اس‌بی‌اس) - پاسخ به ۱۹۹۴ (تی‌وی‌ان) - راز عشق و عاشقی (جی‌تی‌بی‌سی) |
| بهترین برنامه سرگرمی | بهترین برنامه آموزشی |
| - Grandpas Over Flowers (تی‌وی‌ان) - Hidden Singer (جی‌تی‌بی‌سی) - Immortal Songs (کی‌بی‌اس) - مرد واقعی (ام‌بی‌سی) - بازگشت سوپرمن (کی‌بی‌اس) | بازگشت سوپرمن - Unanswered Questions (اس‌بی‌اس]) - Food X-Files (چنل ای) - Physics of Light (ئی‌بی‌اس) - Parent vs. Student's Parent (اس‌بی‌اس) - Battle of Tongues (جی‌تی‌بی‌سی)                                                                                        |
| بهترین کارگردان | بهترین فیلم‌نامه |
| - آن پان سوک – راز عشق و عاشقی - جانگ ته یو – تو از ستاره‌ها اومدی - جو سو وون – می‌توانم صدایت را بشنوم - کی مین سو – دکتر خوب - شین وون هو – پاسخ به ۱۹۹۴                                                                                              | - جونگ سون جو – راز عشق و عاشقی - ها میونگ هی – حرفی از ته دل - پارک جی اون – تو از ستاره‌ها اومدی - کیم جی وو – کوسه - لی وو جونگ – پاسخ به ۱۹۹۴ |
| بهترین بازیگر مرد | بهترین بازیگر زن |
| - چو جه هیون – افسانه سامبونگ در نقش جونگ دو جون - جو وون – دکتر خوب در نقش پارک شی اون - کیم سو هیون – تو از ستاره‌ها اومدی در نقش دو مین جون - لی جونگ سوک – می‌توانم صدایت را بشنوم در نقش Park Soo-ha - یو آه-این – راز عشق و عاشقی در نقش لی سون جه | - لی بو یونگ – می‌توانم صدایت را بشنوم در نقش جانگ هه سونگ - گو آرا – پاسخ به ۱۹۹۴ در نقش سونگ نا جونگ - جون جی هیون – تو از ستاره‌ها اومدی در نقش چون سونگ یی - کیم هه-سو – The Queen of Office در نقش خانم کیم - کیم جی سو – حرفی از ته دل در نقش سونگ می کیونگ |
| بهترین بازیگر تازه‌کار مرد | بهترین بازیگر تازه‌کار زن |
| - جونگ وو – پاسخ به ۱۹۹۴ در نقش «سرگی» (آشغال) - بارک – 'هدیه خدا ۱۴ روز در نقش کی یونگ کیو - چوی جین-هیوک – کتاب خانواده گو در نقش گو وول ریونگ - کیم سونگ کیون – کیم سونگ کیون در نقش "سام‌چون‌پو" - پارک سو جون – حرفی از ته دل در نقش سونگ مین سو    | - بک جین هی – ملکه کی در نقش داناشری - هان گرو – حرفی از ته دل در نقش نا اون یونگ - کیونگ سو جین – اون‌هی در نقش کیم اون هی - مین دو-هی – پاسخ به ۱۹۹۴ در نقش جو یون جین - سون یو اون – Thrice Married Woman در نقش هان چه رین                                   |
| بهترین مجری ورایتی مرد | بهتری مجری ورایتی زن |
| - شین دونگ یوپ – Witch Hunt - کیم گو را – رادیو استار - کیم سونگ جو – Dad! Where Are We Going? - یو هی-یول – اس‌ان‌ال کره - جون هیون مو – Hidden Singer                                                                                                  | - کیم یونگ هی – Gag Concert - کیم جی مین – Gag Concert - پارک می سون – Quiz to Change the World - پارک جی یون – Gourmet Road - لی یونگ جا – Hello Counselor |
| محبوب‌ترین بازیگر مرد | محبوب‌ترین بازیگر زن |
| - کیم سو هیون – تو از ستاره‌ها اومدی در نقش دو مین جون | - پارک شین هه – وارثان در نقش چا اون سانگ |
| بهترین ارجینال ساندترک (اواس‌تی) | |
| - لین – «My Destiny» – تو از ستاره‌ها اومدی - آیلی – «Tears Stole the Heart» – عشق پنهانی - لی چانگ مین – «Moment» – وارثان - روی کیم – «Seoul, Here» – پاسخ به ۱۹۹۴ - سونگ شی کیونگ – «To You» – پاسخ به ۱۹۹۴                                          | |

### جوایز ویژه
| جوایز                | گیرنده               |
| -------------------- | -------------------- |
| جایزه فشنیستا        | ایم شی‌وان، کیم هی-ئه |
| جایزه فشن این استایل | جون جی هیون          |

## اجرا کنندگان
اجراکنندگان به ترتیب حضور فهرست شدند.
| نام(ها)                                            | نقش       | اجرا                               |
| -------------------------------------------------- | --------- | ---------------------------------- |
| اکسو کی (سوهو، بک‌هیون، چانیول، دی.او.، کای و سهون) | اجراکننده | «اور دوز»                          |
| لین                                                | اجراکننده | «سرنوشت من» از تو از ستاره‌ها اومدی |

## نگارخانه

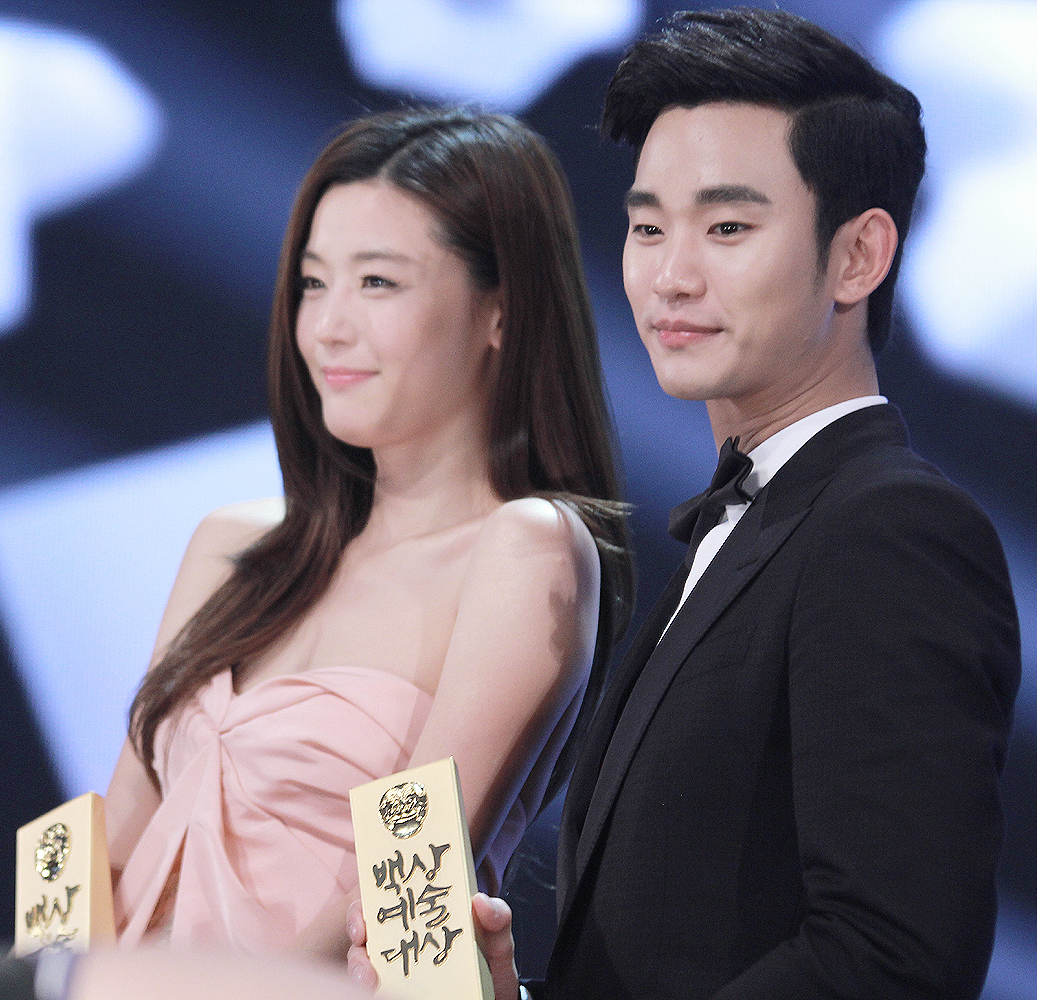
جون جی هیون و کیم سو هیون
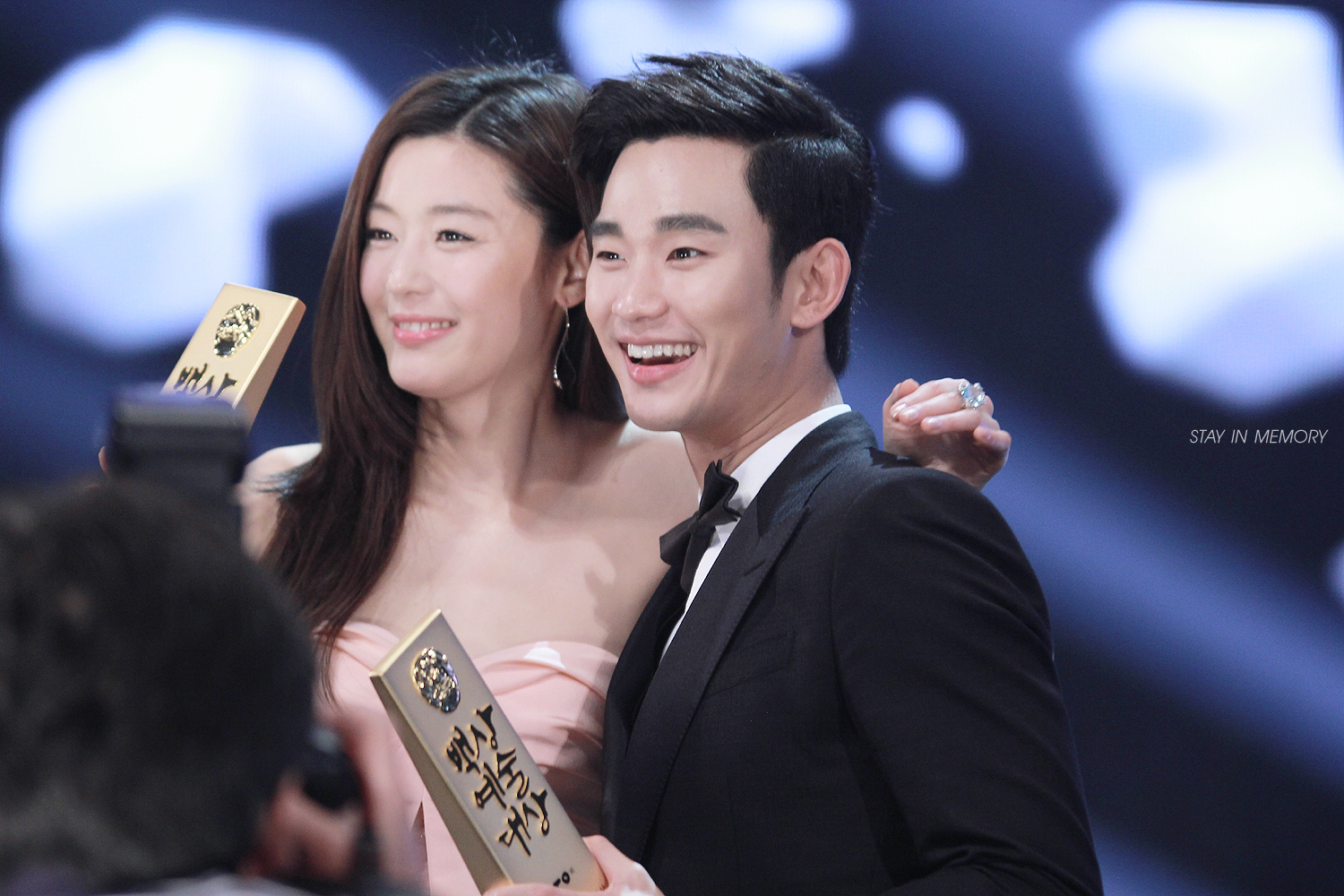
جون جی هیون و کیم سو هیون
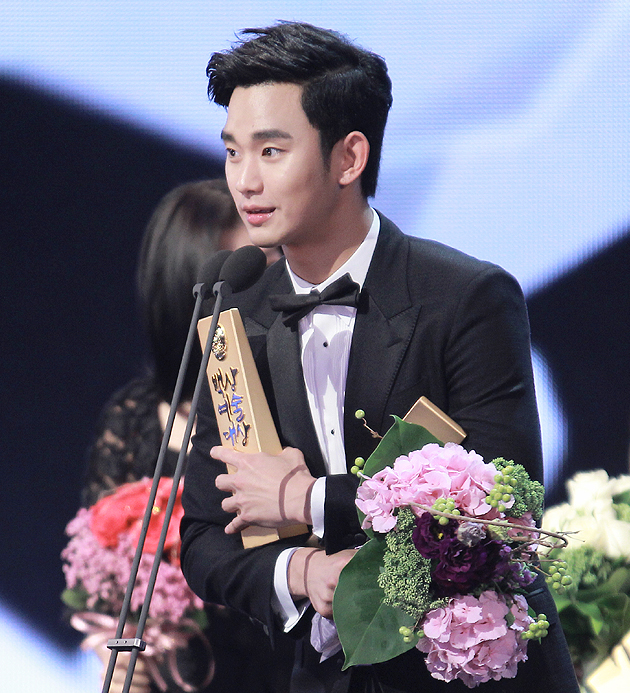
کیم سو هیون پس از برنده شدن جایزه
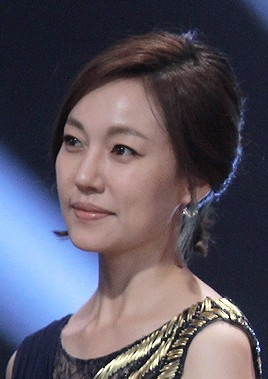
جین کیونگ، بهترین بازیگر نقش مکمل زن
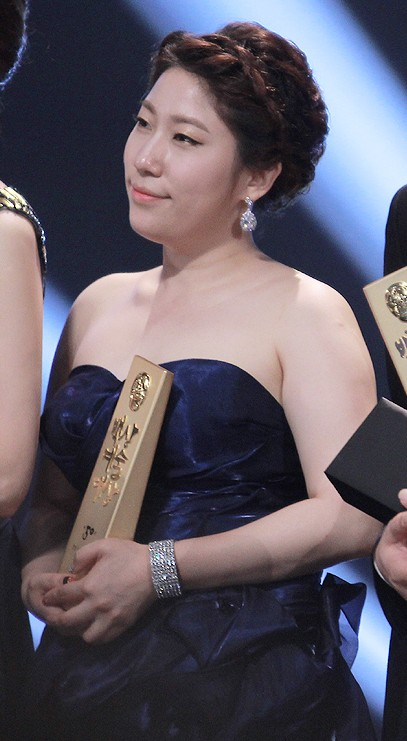
کیم یونگ هی، بهترین مجری ورایتی زن
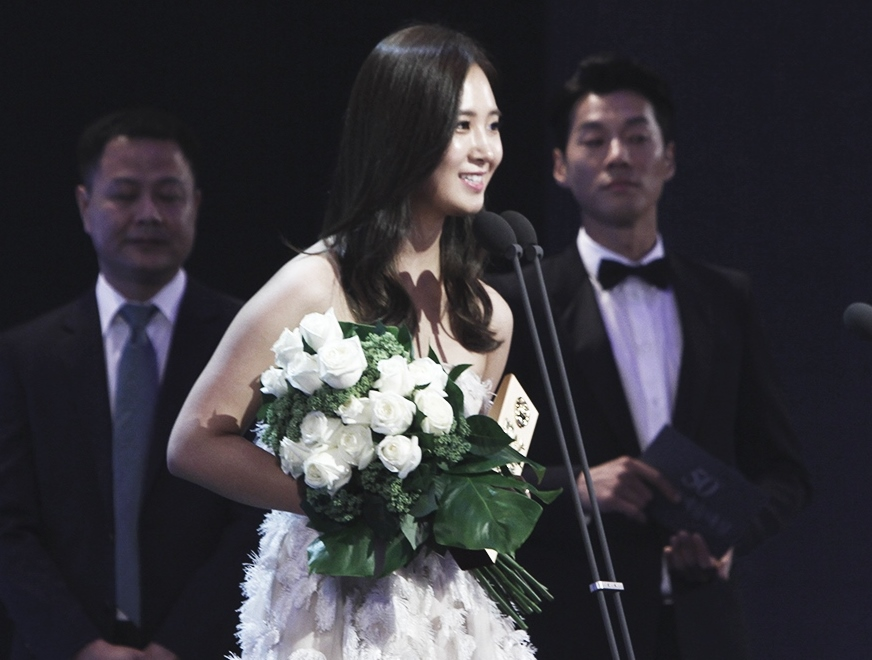
کوان یو ری پس از برنده شدن محبوب‌ترین بازیگر زن